# (32925) 1995 KF
1995 كي أف (ويعرف أيضًا باسم (32925) 1995 كي أف وفق تسمية الكوكب الصغير) (بالإنجليزية: 1995 KF)‏ هو كويكب ضمن حزام الكويكبات؛ وترتيبه 32925 من حيث الاكتشاف.
اكتُشف هذا الجُرم الفلكي بواسطة Carl W. Hergenrother ‏ في 24 مايو 1995.

## وصلات خارجية
- (32925) 1995 KF في قاعدة بيانات مختبر الدفع النفاث لأجرام النظام الشمسي الصغيرة

- الاكتشاف · مخطط المدار ·  العناصر المدارية · المعلمات المادية

- (32925) 1995 KF على موقع ويكي سكاي: DSS2, SDSS, GALEX, IRAS, Hydrogen α, X-Ray, Astrophoto, Sky Map, Articles and images